# Drag Race Belgique
Drag Race Belgium is een Belgische reality-tv- show gebaseerd op de Amerikaanse televisieserie RuPaul's Drag Race.
De show, gepresenteerd door Rita Baga (een franssprekende Canadese drag queen), is een wedstrijd tussen dragqueens oftewel travestie artiesten waar gezocht wordt naar de 'beste' draq queen van het land. Elke week worden de kandidaten onderworpen aan verschillende uitdagingen en beoordeeld door een groep juryleden, die hen feedback geven op hun prestaties en vooruitgang.

## Format

### Mini-challenge
De mini-challenge bestaat vaak uit een taak die aan het begin van een aflevering aan kandidaten wordt gegeven, met voorwaarden en tijdsbeperkingen. De winnaar(s) van de mini-challenge worden tijdens de maxi-challenge soms beloond met een cadeautje of een voordeel. Er is niet in elke aflevering een mini-challenge.

### Maxi Challenge
Dit kan een individuele opdracht zijn of een groepsopdracht. De thema’s van de maxi-uitdagingen zijn zeer gevarieerd, maar zijn vaak van seizoen tot seizoen vergelijkbaar : kandidaten worden vaak uitgedaagd om één of meerdere outfits te maken volgens een bepaald thema, waarbij soms gebruik wordt gemaakt van onconventionele materialen. Andere uitdagingen zijn gericht op het vermogen van de kandidaten om zichzelf voor een camera te presenteren, om zichzelf te vertegenwoordigen door middel van muziek of humor.

### Catwalk
Na de maxi challenge  paraderen de kandidaten op het hoofdpodium van Drag Race Belgium . De catwalk bestaat uit de outfit gemaakt door de kandidaten voor de maxi challenge of een outfit met een thema dat vóór de show aan de kandidaten is toegewezen en aan het begin van de week wordt aangekondigd : deze outfit wordt doorgaans vooraf door de kandidaten meegebracht en wordt niet in de werkplaats voorbereid. De catwalk maakt doorgaans deel uit van de eindbeoordeling van de kandidaten.

### Playback / lipsyncs
Tijdens elke aflevering moeten de kandidaten die genomineerd zijn om gelimeerd te worden uit het programma een playback uitvoeren van een eerder aangekondigd nummer. Hierbij moeten ze zoveel mogelijk indruk te maken op de juryleden en hen overtuigen dat ze het waard zijn om in het programma te blijven. Na het optreden wordt de winnaar van de lipsynchronisatie, die in de competitie blijft, bekend gemaakt, terwijl de verliezende deelnemer uit de competitie wordt geëlimineerd.

## Juryleden Drag Race Belgique
Na de uitdaging en de catwalk van de week worden de kandidaten geconfronteerd met een panel van juryleden om kritiek op hun prestaties te horen. Het oordeel van de juryleden bestaat uit twee delen ; een eerste deel met de beste en slechtste kandidaten van de week op het podium en een tweede deel van oordeel tussen de juryleden onderling zonder de kandidaten.
| Juryleden | Seizoen      | Seizoen      |
| Juryleden | 1            | 2            |
| --------- | ------------ | ------------ |
| Rita Baga | Hoofdjurylid | Hoofdjurylid |
| Mustii    | Hoofdjurylid | Hoofdjurylid |
| Lufy      | hoofdjurylid |              |
| Lio       |              | hoofdjurilid |

### Gastjuryleden
Er zijn geregeld bekende mensen als gastjurylid aanwezig. Hun aanwezigheid kan verband houden met het thema van de uitdaging van de week of met het nummer dat gepland is voor de lipsynchronisatie van de aflevering.
Seizoen 1
- Fanny Ruwet, Komiek ;
- Rokia Bamba, DJ en radiopresentatrice ;
- BJ Scott, auteur en zangeres ;
- Jarry, Komiek ;
- Jean-Paul Lespagnard, Stylist ;
- Anne Gruwez,  ;
- Plastic Bertrand, zanger ;
- Sandra Kim, zangeres ;
- David Jeanmotte,
- Lio, actrice en zangeres ;
- Vanessa Van Cartier, drag queen ;
- Elena Gambardella, danseres.

## Prijsgeld
Elk seizoen ontvangt de winnaar van de show een selectie prijzen.
Seizoen 1
- 20 000 euro

## Samenvatting van seizoenen
| Seizoen | Datum eerste uitzending | Datum laatste uitzending | Winnaar      | Tweede(n)         | Mevrouw Sympathie | Onderscheidingen |
| ------- | ----------------------- | ------------------------ | ------------ | ----------------- | ----------------- | ---------------- |
| 1       | 16 februari 2023        | 6 april 2023             | drag couenne | Athene Sorgelikis | Valenciaga        | - 20 000 euro .  |

### Seizoen 1 (2023)
Het eerste seizoen van Drag Race Belgium werd op 16 februari 2023 voor eerst uitgezonden op Tipik, De cast bestaat uit tien kandidaten en wordt op 25 januari 2023 bekendgemaakt.
De winnaar van het seizoen is Drag Couenne, met Athena Sorgelikis als runner up.

### Seizoen 2 (2024)
In mei 2023 werd een tweede seizoen bevestigd.